# Essendon (Royaume-Uni)
Pour les articles homonymes, voir Essendon.
Essendon est une paroisse civile et un village du Hertfordshire, en Angleterre.